# Anjuli Knäsche
Anjuli Knäsche (* 18. Oktober 1993 in Preetz/Schleswig-Holstein) ist eine deutsche Leichtathletin, die sich auf den Stabhochsprung spezialisiert hat.

## Berufsweg
Nach dem Abitur studierte sie zunächst Ökotrophologie, um aber für den Sport flexibler zu sein, nahm sie ein Studium der Wirtschaftswissenschaften an der Fernuniversität in Hagen auf. Ein für das Studium notwendiges Praktikum bekam Knäsche über die Sporthilfe und die Initiative Sprungbrett Zukunft – Sport und Karriere.

## Sportliche Karriere
2002 kam Knäsche durch ihren Vater zur Leichtathletik und bestritt zunächst hauptsächlich Laufdisziplinen, bis sie 2005, noch 11-jährig, bei einem Jedermann-Zehnkampftraining in Kiel zum Stabhochsprung kam und in dem Jahr 2,00 m übersprang. Von 2008 bis 2010 gewann sie die Norddeutschen Meisterschaften bei der B-Jugend (U18) dreimal hintereinander jeweils mit erheblichem Abstand zur Zweitplatzierten.
2010 zog Knäsche nach Westerland, musste dort aber mangels Sporteinrichtungen in der Schulturnhalle trainieren, den Trainingsplan erstellte ihr Sabine Schulte. Zum Springen fuhr sie am Wochenende vier Stunden nach Hamburg.
2011 überquerte sie erstmals vier Meter und erreichte bei ihrem ersten internationalen Einsatz bei den U20-Europameisterschaften den 6. Platz und wurde Deutsche U20-Meisterin. 2012 belegte Knäsche bei den U20-Weltmeisterschaften den 4. Platz und wurde Deutsche U20-Meisterin.
2013 erreichte sie im Erwachsenenbereich mit 4,45 m den 3. Platz bei den Deutschen Meisterschaften. Durch den Wechsel im Oktober 2014 an den Olympiastützpunkt Potsdam, verbesserten sich ihre Trainingsmöglichkeiten erheblich. Die Jahre zuvor hatte sie zum Springen ständig mehrere Stunden Fahrt im Kauf nehmen müssen. 2014 belegte Knäsche mit Landesrekord den 6. Platz bei den Deutschen Hallenmeisterschaften und wurde Deutsche U23-Vizemeisterin. 2015 holte sie sich den Deutschen U23-Meistertitel.
2016 übersprang Knäsche bei den Deutschen Hochschulmeisterschaften mit persönlicher Bestleistung 4,55 m und wurde damit nicht nur Deutsche Hochschulmeisterin, sondern erfüllte auch die Norm für die Olympischen Sommerspiele 2016 in Rio de Janeiro, kam aber nicht ins Aufgebot.
2017 belegte sie bei den Deutschen Hallenmeisterschaften den fünften und bei den Deutschen Meisterschaften den 12. Platz. Mitte Juli wurde sie vom Allgemeinen Deutschen Hochschulsportverband (adh) für die Sommer-Universiade in Taipeh nominiert, wo sie den 6. Platz erreichte. 2018 erreichte Knäsche bei den Deutschen Hallenmeisterschaften erneut den fünften Rang und kam bei den Deutschen Meisterschaften auf den 4. Platz.
Im Januar 2019 entschied Knäsche mit dem Stabhochsprung aufzuhören und andere Dinge in den Vordergrund zu stellen, was sie am 23. April bekannt gab. Im Jahr 2022 startete sie mit dem Titel bei den Baden-Württembergischen Meisterschaften und anschließend ihrem ersten Deutschen Meistertitel ein erfolgreiches Comeback. 2023 und 2024 verteidigte sie ihren Deutschen Meistertitel. Ebenfalls wurde sie von 2023 bis 2025 dreimal nacheinander Deutsche Hallenmeisterin.
Bei den Olympischen Spielen 2024 in Paris erreichte sie mit übersprungenen 4,40 m den 14. Platz.
Knäsche gehörte bis 2017 zum B-Kader des Deutschen Leichtathletik-Verbandes (DLV). 2008 war sie in den E-Kader des Landessportverbandes Schleswig-Holstein (LSV) gekommen und 2011 in den Bundeskader.

## Vereinszugehörigkeiten
Anjuli Knäsche startet seit 2024 für den VfB Stuttgart. Zuvor war sie von 2022 bis 2023 bei der LG Leinfelden-Echterdingen, von 2008 bis 2022 bei der SG TSV Kronshagen/Kieler TB, einer Startgemeinschaft von TSV Kronshagen und Kieler TB, davor beim Raisdorfer TSV. Trainiert wurde sie von Stefan Ritter, Sabine Schulte, Ines Ernst und Ulrike Pollakowski sowie Thomas Knäsche.

## Bestleistungen
Leistungsentwicklung
| Jahr | Halle  | Freiluft |
| ---- | ------ | -------- |
| 2006 |        | 2,72 m   |
| 2007 | 2,70 m | 3,15 m   |
| 2008 | 3,20 m | 3,30 m   |
| 2009 | 3,40 m | 3,71 m   |
| 2010 | 3,55 m | 3,90 m   |
| 2011 | 3,90 m | 4,21 m   |
| 2012 | 4,20 m | 4,31 m   |
| 2013 | 4,22 m | 4,45 m   |
| 2014 | 4,26 m | 4,26 m   |
| 2015 | 4,35 m | 4,42 m   |
| 2016 | 4,43 m | 4,55 m   |
| 2017 | 4,43 m | 4,40 m   |
| 2018 | 4,50 m | 4,45 m   |
| 2022 | 4,30 m | 4,55 m   |
| 2023 | 4,50 m | 4,45 m   |

Persönliche Bestleistungen
- Halle: 4,50 m (Hamburg, Norddeutsche Hallenmeisterschaften, 4. Februar 2018)
- Freiluft: 4,55 m (Paderborn, Deutsche Hochschulmeisterschaften, 26. Mai 2016; Deutsche Meisterschaften 2022 in Berlin, 26. Juni 2022)

## Erfolge
national
- 2008: Norddeutsche Meisterin (Jugend B/U18)
- 2008: Vizemeister Deutsche Schüler-Mehrkampf-/Blockmeisterschaften
- 2009: Norddeutsche Meisterin (Jugend B/U18)
- 2010: Norddeutsche Meisterin (Jugend B/U18)
- 2011: 4. Platz Deutsche Jugendhallenmeisterschaften
- 2011: Deutsche U20-Meisterin
- 2012: Deutsche U20-Meisterin
- 2013: 4. Platz Deutsche Hochschulmeisterschaften
- 2013: 3. Platz Deutsche U23-Meisterschaften
- 2013: 3. Platz Deutsche Meisterschaften
- 2014: 6. Platz Deutsche Hallenmeisterschaften
- 2014: 5. Platz Deutsche Hochschulhallenmeisterschaften
- 2014: Deutsche U23-Vizemeisterin
- 2015: Deutsche U23-Meisterin
- 2015: 6. Platz Deutsche Meisterschaften
- 2016: 4. Platz Deutsche Hallenmeisterschaften
- 2016: Deutsche Hochschulmeisterin
- 2017: 5. Platz Deutsche Hallenmeisterschaften
- 2017: 12. Platz Deutsche Meisterschaften
- 2018: 5. Platz Deutsche Hallenmeisterschaften
- 2018: 4. Platz Deutsche Meisterschaften
- 2022: 1. Platz: Deutsche Meisterschaften

international
- 2011: 6. Platz U20-Europameisterschaften
- 2012: 4. Platz U20-Weltmeisterschaften
- 2015: 7. Platz U23-Europameisterschaften
- 2017: 6. Platz Sommer-Universiade